# هانک آزاریا
هنک آزاریا (به انگلیسی: Hank Azaria) (زاده ۲۵ آوریل ۱۹۶۴) بازیگر آمریکایی است.
از فیلم‌های معروف او می‌توان به فیلم‌های شهرت و گودزیلا اشاره کرد.

## فیلم‌شناسی
فهرست برخی از فیلم‌هایی که هانک آزاریا در آن‌ها به ایفای نقش پرداخته است:
- شهرت
- سریال فرندز (دوست پسر فیبی بوفی)
- گودزیلا
- قفس پرنده
- آناستازیا
- من آن صدا را می‌شناسم
- لاولیس
- اسمورف‌ها ۲
- خوش قدم ۲
- سیمپسون‌ها
- سه شنبه ها با موری
- دلبر آمریکایی
- مردان اسرارآمیز
- معما، آلاسکا
- و سپس پولی آمد
- مخمصه
- داج بال: داستان یک بازنده واقعی
- گراس پوینت بلنک
- گهواره خواهد جنبید
- جادوگر دروغ‌ها
- ارثیه پدری
- بزرگ
- واق!